# Conolophia nigripuncta
Conolophia nigripuncta es una polilla perteneciente a la familia Geometridae descrita por primera vez por George Hampson en 1891. Se encuentra distribuido en partes del sudeste Asiático marítimo. El holotipo de la especie fue descrita en el monte Penrissen, en la frontera entre Indonesia y Malasia (Kalimantan Occidental y Sarawak).

## Descripción
Los adultos de esta especie se distinguen fácilmente por la combinación de un disco negro oblicuo postmedial y subdorsal distal en las alas anteriores. Se reconoce una subespecie: Conolophia nigripuncta rudis que se encuentra en Borneo.

### Subespecie
Tiene gran similitud con otra especie de Borneo, Alex palparia. Los especímenes de Borneo se caracterizan por una estría más débil e irregular y completamente ausente por debajo del ala, con el disco postmedial del ala anterior más intenso, oscuro y con mayor desprendimiento anterior que en los del continente asiático.

## Distribución
La especie ha sido descrita en Sri Lanka, la subregión de la India, Birmania, Indochina, existe un espécimen descrito en Samarinda, en el noreste de Kalimantan y en Borneo donde habita la ssp. C. n. rudis.
La polilla es rara y se captura principalmente en zonas de bosque montano bajo y alto.